# 서울여자고등학교
서울여자고등학교(서울女子高等學校)는 대한민국 서울특별시 마포구 염리동에 있는 공립 고등학교이다.

## 학교 연혁
- 1958년 4월 15일 : 마포여자고등학교로 개교, 초대 최국경 교장 부임
- 1960년 5월 18일 : 서울여자(중)고등학교로 교명 변경
- 1961년 8월 5일 : 제1회 졸업식 거행
- 1968년 11월 1일 : 중/고 분리
- 1971년 3월 1일 : 양궁부 창단
- 1973년 8월 30일 : 별관 준공
- 1980년 6월 20일 : 강당 준공
- 1982년 8월 12일 : 신축 교사 26교실 준공
- 1983년 12월 20일 : 구 본관 철거
- 2002년 11월 30일 : 정보화 센터 준공, 신축교사 11교실 준공
- 2012년 3월 1일 : 자율형 공립고 지정
- 2019년 9월 1일 : 제25대 김영일 교장 부임
- 2023년 2월 8일 : 제63회 졸업식(졸업생 275명, 누적 30,917명)

## 참고 자료
- 서울여자고등학교 - 한국교육학술정보원 학교알리미